# 纺车

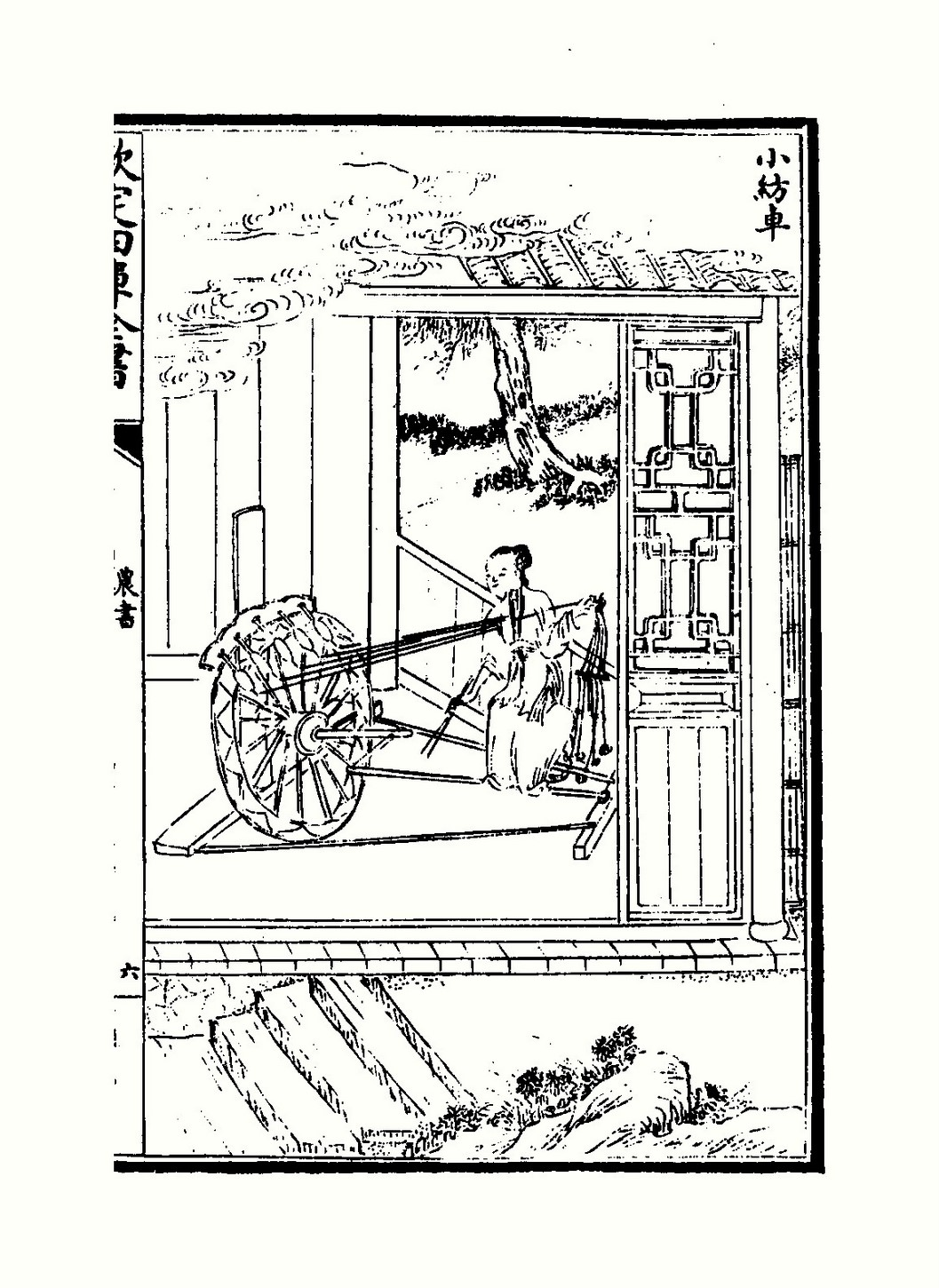
元代《王祯农书》所繪的小纺车

纺车是用于从纤维材料如毛、棉、麻、丝中生产线或纱的设备。传统纺车通常有一个用手或脚驱动的轮子（稱為紡輪）和一个纱锭。用手驅動的紡車叫手搖紡車，用腳驅動的紡車叫腳踏紡車。纺车生产纱的过程称为纺纱，是纺织的两道工序之一。

## 历史
在中国，新石器时期已经发明纺轮用来治丝，西周则出现了原始的纺车。

## 珍妮纺纱机
1765年一位叫做詹姆斯·哈格里夫斯（James Hargreaves）的英国织工发明了一种新式的纺纱机，他用女儿的名字将这台机器命名为珍妮纺纱机。
“珍妮纺纱机”是一种手摇纺纱机。它一次可以纺出许多根棉线，极大的提高了生产率。珍妮纺纱机的出现是英国工业革命开始的标志，它的出现使大规模的织布厂得以建立。珍妮纺纱机比旧式纺车的纺纱能力提高了8倍，但仍然要用人力。